# New Grand Chain
New Grand Chain és una població dels Estats Units a l'estat d'Illinois. Segons el cens del 2000 tenia 233 habitants.

## Demografia
Segons el cens del 2000, New Grand Chain tenia 233 habitants, 99 habitatges, i 63 famílies. La densitat de població era de 84,9 habitants/km².
Dels 99 habitatges en un 31,3% hi vivien nens de menys de 18 anys, en un 48,5% hi vivien parelles casades, en un 13,1% dones solteres, i en un 35,4% no eren unitats familiars. En el 34,3% dels habitatges hi vivien persones soles el 15,2% de les quals corresponia a persones de 65 anys o més que vivien soles. El nombre mitjà de persones vivint en cada habitatge era de 2,35 i el nombre mitjà de persones que vivien en cada família era de 3,03.
Per edats la població es repartia de la següent manera: un 25,8% tenia menys de 18 anys, un 8,2% entre 18 i 24, un 26,6% entre 25 i 44, un 21% de 45 a 60 i un 18,5% 65 anys o més.
L'edat mediana era de 38 anys. Per cada 100 dones de 18 o més anys hi havia 94,4 homes.
La renda mediana per habitatge era de 29.688 $ i la renda mediana per família de 36.500 $. Els homes tenien una renda mediana de 38.750 $ mentre que les dones 14.375 $. La renda per capita de la població era de 14.617 $. Aproximadament el 21,7% de les famílies i el 21,5% de la població estaven per davall del llindar de pobresa.

## Poblacions més properes
El següent diagrama mostra les poblacions més properes.